# Theodore William Richards
Theodore William Richards (ur. 31 stycznia 1868 w Germantown, zm. 2 kwietnia 1928 w Cambridge) – amerykański profesor chemii Uniwersytetu Harvarda w USA (od roku 1901), laureat Nagrody Nobla w zakresie chemii w roku 1914 za dokładne określenie mas atomowych dużej liczby pierwiastków chemicznych.
Prace badawcze
dokładne oznaczenie mas atomowych 25 pierwiastków chemicznych, : badania ściśliwości pierwiastków i ich promieni atomowych,
termochemia (ciepła zobojętniania, rozpuszczania i inne),
- elektrochemia (udowodnienie ścisłości praw Faradaya).